# 梅日里奇卡 (羅馬尼夫區)
50°11′58″N 28°10′30″E / 50.19944°N 28.17500°E
梅日里奇卡（烏克蘭語：Межирічка），是烏克蘭北部的村莊，隸屬日托米爾州的日托米爾區。該村始建於1940年，面積96平方公里，海拔高度232米，2001年人口204。